# 伊加拉苏-杜铁特
伊加拉苏-杜铁特是巴西圣保罗州的一个市镇。总面积96.618平方公里，总人口24124人，人口密度249.7人/平方公里。